# 2018年Juエア Ju 52墜落事故
2018年Juエア Ju 52墜落事故は、2018年8月4日に発生した事故。ロカルノ空港からデューベンドルフ空軍基地へ向かっていた遊覧飛行機（ユンカース Ju52/3mg4e）がアルプス山脈のピーツ・ゼーグナスに墜落。乗員乗客20人全員が死亡した。

## 事故機
事故機のユンカース Ju52/3mg4e（HB-HOT）は、1939年からスイス空軍で運用され、1985年にJuエアが買い取った 。事故機は、映画荒鷲の要塞とワルキューレの撮影で使用された機だった。

## 事故の経緯
現地時間16時50分（UTC14時50分）に、機体はピーツ・ゼーグナスの標高8,330フィート (2,540 m)地点に墜落した。
事故機には、乗員3人と乗客17人が搭乗していた。乗員乗客のほとんどはスイス人だったが、オーストリア人カップルとその子供も含まれていた。スイス当局は、墜落の1時間後に生存者は居ないと発表した。事故当時、風が不安定に吹いていた

## 調査
スイス運輸安全委員会（STSB）と、連邦警察、州警察が調査を開始した。
この墜落は、Juエアにとって初めての死亡事故であった。墜落現場からの報告によると、機体はほぼ垂直に高速で地表に激突したと見られている。また、原因から空中衝突やケーブルとの衝突は除外された。警察は、墜落前に事故機が遭難信号を発しなかったことを公表した。